# Concinnia
Concinnia es un género de lagartos perteneciente a la familia Scincidae. Se distribuyen por Australia.

## Especies
Según The Reptile Database:
- Concinnia amplus (Covacevich & McDonald, 1980)
- Concinnia brachyosoma (Lönnberg & Andersson, 1915)
- Concinnia frerei (Greer, 1992)
- Concinnia martini Wells & Wellington, 1985
- Concinnia queenslandiae (De Vis, 1890)
- Concinnia sokosoma (Greer, 1992)
- Concinnia tenuis (Gray, 1831)
- Concinnia tigrinus (De Vis, 1888)